# محمود اليوسف
محمود اليوسف من مواليد 1962، هو مدون بحريني وناشط سياسي. اشتهر داخل دولة البحرين وخارجها باعتباره أحد أبرز مدوني الشرق الأوسط على شبكة الإنترنت. يُعتبر «الأب الروحي لمجتمع التدوين البحريني». كرّس يوسف حياته المهنية في النشاط السياسي حيث عمل على إنشاء مدونة يقوم فيها بانتقاد الحكومة البحرينية كما يعمل على مناقشة القضايا السياسية المحلية والعالمية ناهيك عن تبادل وجهات النظر حول الأحداث الجارية داخل المجتمع وكذا لمحات من حياته اليومية التي يُشاركها مع باقي القراء والزوار.

## الخلفية
محمود اليوسف هو رجل أعمال يعمل في مجال إيجاد حلول للمهنيين المبدعين. هو أب لثلاثة أطفال وقبل اقتحام مجال النشاط السياسي كان مهندس طيران حيث حصلَ على رخصة طيار تجاري من الولايات المتحدة.

## النشاط
اشتهر محمود اليوسف منذ عام 2006 وذلك عقب إطلاقه لحملة سياسية واجتماعية من أجل فرض التعايش بين الطائفتين السنية والشيعية في البحرين. خرجَ محمد إلى الشارع وعمل على توزيع شارات مع شعار الحملة لا شيعي لا سني فقط بحريني. نشط محمد اليوسف كذلك في تعزيز حرية التعبير على الإنترنت في البحرين.
نشر يوم الثامن من تشرين الأول/أكتوبر 2008 مقالاً بعنوان «النهاية» وأوضح فيه أنه قرّرَ التوقف عن التدوين لفترة غير محددة.

## النزاع القانوني
تُشدد الدولة البحرينية -حسب هيومن رايتس ووتش- الخناق على المعارضين وتُحاول إضعافهم. عانى محمد اليوسف كثيرا في الفترة التي عارضَ فيها الحكومة حيث رُفعت ضده العديد من الشكاوى والدعاوى القضايئة لعلّ أبرزها تلك التي رفعها ضده وزير البلديات والزراعة منصور بن رجب وذلك بتهمية التشهير. في مقال له على مدونته أشار محمد إلى الوزير منصور باعتباره عضو مجلس الشورى سابق ثم انتقد الطريقة التي تعاول بها الوزير ووزارته مع الفيضانات في جميع أنحاء البلاد الناجمة عن الأمطار الغزيرة في كانون الأول/ديسمبر 2006. تمّ استجواب محمود اليوسف من قبل الشرطة لمدة ثلاث ساعات؛ كان ذلك في فبراير/شباط ثم أُفرج عنه بكفالة. اشترط الوزير حذف المقالة من مدونة محمد ثم عاد في وقت لاحق لرفع نفس الشكاية. حُوكم اليوسف بموجب قانون المطبوعات والنشر أو بالأحرى قانون العقوبات وواجو حينها عقوبة سجنية لمدة عامين و/أو دفع غرامة. استُدعي اليوسف لحضور جلسة الاستماع من أجل التهم الموجهة إليه في 17 أبريل 2007. أثارت هذه القضية جدلا وضجة كبيرة في البحرين وخارجها كما تدخلت العديد من منظمات حقوق الإنسان على الخط جنبًا إلى جنب مع العديد من الشخصيات البارزة في المجتمع البحريني ودعوا لإطلاق سراحه. ألقت الشرطة البحرينية القبض على اليوسف عند الساعة الثالثة من صباح يوم 30 مارس 2011 ووجهت له تهم غير معروفة.

## انتقاد المسؤولين الحكوميين
انتقد محمود اليوسف علنا العديد من موظفي الحكومة البحرينية كما طالت انتقاداته السيدة عهدية أحمد المتحدثة باسم الحكومة البحرينية خلال الانتخابات البرلمانية عام 2006.